# The Collector (film)
The Collector är en amerikansk skräckfilm från 2009, med manus av Marcus Dunstan och Patrick Melton och regisserad av Marcus Dunstan. Filmen kallades från början The Midnight Man och var tänkt som en prequel till Saw-filmerna, men producenterna var emot idén och avfärdade den snabbt.

## Handling
Arkin är en exfånge som jobbar som hemrenoverare åt familjen Chase. Arkins fru står i skuld till lånehajar, och för att skydda sin fru och deras dotter planerar Arkin att bryta sig in i familjen Chases hus och stjäla en sällsynt gem som de har gömt i ett kassaskåp, så att han ska kunna använda det för att betala tillbaka till hajarna.
När han kommer in i huset upptäcker Arkin snabbt att någon annan redan har brutit sig in, och har gömt ett flertal fällor runt omkring. Den andra inkräktaren ("The Collector") har satt familjen i fara, och Arkin tvingas försöka lista ut ett sätt att rädda dem som han från början avsåg att råna.

## Roller
- Josh Stewart som Arkin O'Brien
- Michael Reilly Burke som Michael Chase
- Andrea Roth som Victoria Chase
- Juan Fernández de Alarcon som The Man/The Collector
- Madeline Zima som Jill Chase
- Karley Scott Collins som Hannah Chase
- Robert Wisdom som Roy
- Daniella Alonso som Lisa
- Haley Pullos som Cindy
- William Prael som Larry Morton
- Diane Goldner som Gena
- Alex Feldman som Chad

## Utgivning
Filmen släpptes på bio den 31 juli 2009 i USA, och utgavs på Blu-ray och DVD den 6 april. I Sverige utgavs filmen på Blu-ray och DVD den 25 maj 2010. DVD- och Blu-ray-utgåvorna innehöll två borttagna scener samt ett alternativt slut till filmen, i vilken Arkin lämnar huset efter att ha sett Hannah i fönstret–och därmed klipper bort de återstående 25 minutera av filmen.

## Mottagande

### Kritikerrecensioner
Filmen mottog blandad kritik. Bloody Disgusting gav filmen 3.5/5 och skrev att The Collector är "en rå, resolut och kompromisslös skräckfilm som får den senaste Saw-filmen att se dålig ut." Recensenten ansåg även att karaktären The Collector hade potential att bli en ny skräckikon.

### Box office
På premiärdagen visades filmen på 1 325 biografer runt om i USA, och den tjänade in 1,325,000 dollar. Totalt sett har filmen tjänat in 7 712 114 dollar. Clay Clane från Black Entertainment Television skrev att, "You will squirm, but aren't we getting a bit desensitized to these routine torture flicks? It's like seeing a pop songstress get naked for the billionth time – yeah, she's hot, but we have all seen it before."

## Uppföljare
Regissören Patrick Melton sade följande i en intervju:
| ” | "Jag trodde inte att det nödvändigtvis skulle hända eftersom medan den presterade bra sett till sin budget, var det fortfarande ingen kassasuccé, men den gjorde tillräckligt bra ifrån sig för att filmens producent, Mickey Liddell, vill göra en uppföljare och vill självklart ha mig och Marcus involverade igen. Så vi håller på att undersöka om vi kan nå en överenskommelse där vi skriver den och Marcus regisserar den, men just nu är det bara i diskussionsstadiet. Det är en möjlighet. Jag kan inte föreställa mig att den skulle göras utan Marcus som regissör. | „ |

Uppföljaren, betitlad The Collection, började att spelas in i oktober 2010 och släpptes på bio den 30 november 2012. Josh Stewart repriserar sin roll som Arkin.